# Distrito de Ripán
El distrito de Ripán es uno de los 9 distritos y la capital de la provincia de Dos de Mayo, que se encuentra en el departamento de Huánuco; bajo la administración del Gobierno regional de Huánuco, en la zona central del Perú.
Desde el punto de vista jerárquico de la Iglesia católica forma parte de la diócesis de Huánuco, sufragánea de la arquidiócesis de Huancayo.

## Historia
Fue creado mediante Ley del 31 de diciembre de 1958, en el segundo gobierno del Presidente Manuel Prado Ugarteche.

## Geografía
Tiene una extensión de 75,04 km² y a una altitud de 3 2048 m s. n. m.

## Autoridades

### Municipales
- 2019-2022[2]
  - Alcalde: Bruno Juan Merma Mendoza, de Acción Popular.
  - Regidores:

  1. Doraida Frida Garnillo Ramos (Acción Popular)
  2. Juan César Cerpa Mogollón (Acción Popular)
  3. Ronald Machado Agustín (Acción Popular)
  4. Ector Moya Mariño (Acción Popular)
  5. Williams Edwin Fabián Barbito (Movimiento Político Hechos y No Palabras)

Alcaldes anteriores
- 2011-2014:[3] Rusbel Alfredo Reymundo Rubio, del Movimiento Independiente Regional Luchemos por Huánuco (LxH).
- 2007 - 2010: Francisco Alvarado Abendaño, del Movimiento Independiente Regional Luchemos por Huánuco (LxH).

### Policiales
- Comisario: PNP.

## Galería
- Wikimedia Commons alberga una categoría multimedia sobre Distrito de Ripán.